# Concertina

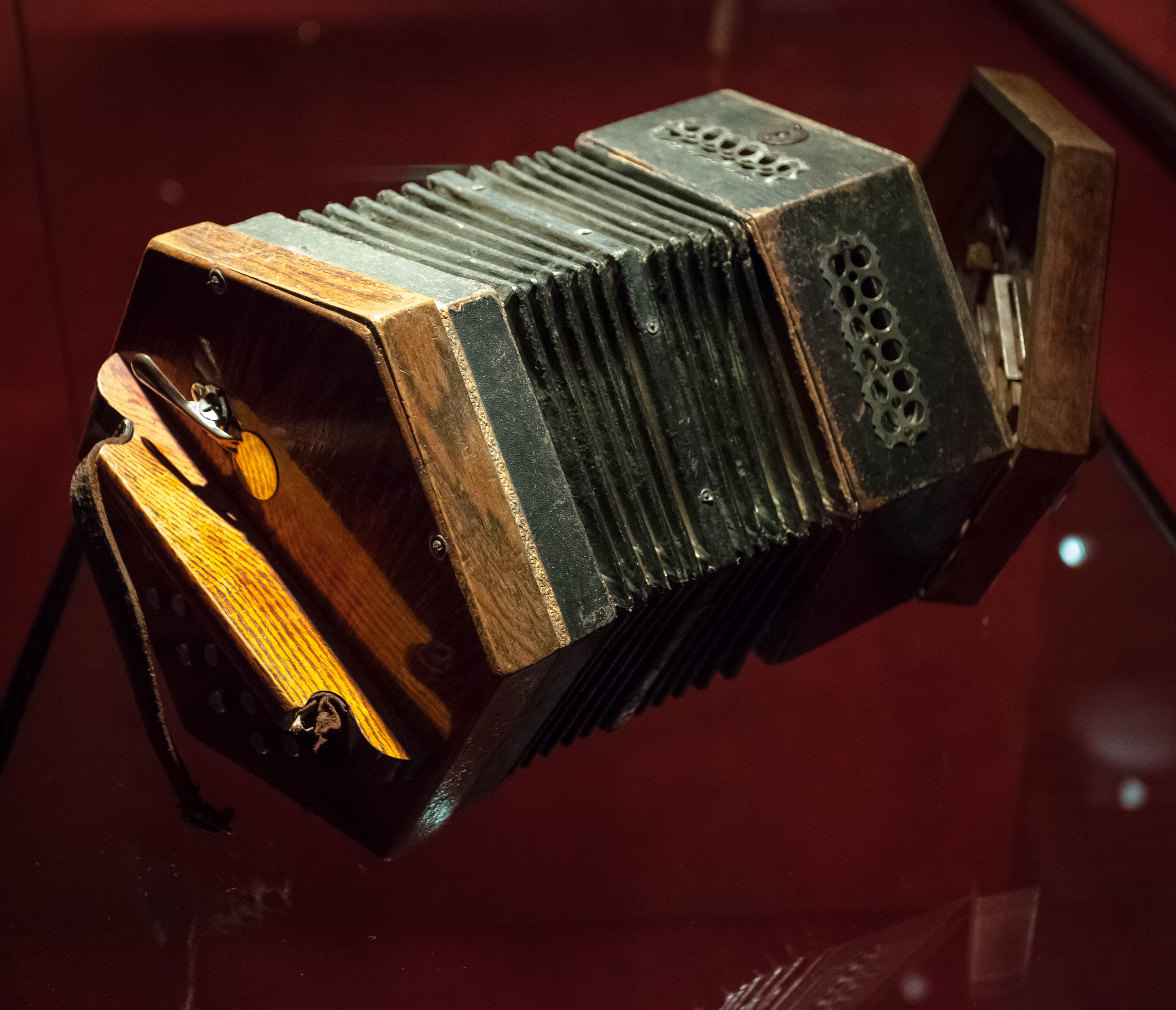
Concertina automática, MDMB 611, Museo de la Música de Barcelona

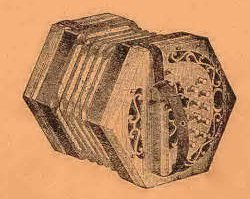
Dibujo de una concertina.

La concertina es un miembro de la familia de instrumentos de lengüeta libre. Fue inventado en 1829 (con una patente para una versión mejorada archivada en 1844) por sir Charles Wheatstone. Normalmente, las concertinas tienen botones en ambos lados finales y se distinguen de un acordeón (de teclado o botones) por la dirección que toman estas teclas al ser presionadas. En una concertina los botones van en la misma dirección que el fuelle, mientras que los botones de acordeón viajan en perpendicular a la dirección del fuelle. En la ciudad fronteriza de Leticia en Colombia se toca este instrumento siendo esta ciudad centro del eje musical fronterizo-amazónico.

## Tipos (sistemas) de concertinas
El nombre de "concertina" se refiere a una familia de instrumentos de lengüeta libre y funcionamiento por fuelle construidos según varios sistemas. Estos sistemas se diferencian por:
- notas y rangos con los que cuenta
- posicionamiento de los botones
- sonoridad de las notas:
  - los botones de un instrumento bisonoro producen diferente sonido al pulsarlos, según se estire o comprima el instrumento
  - los botones de un instrumento unisonoro producen el mismo sonido al pulsarlos, independientemente de si se estira o comprime
- habilidad para producir sonido en ambas direcciones
- forma y tamaño del instrumento y técnica requerida para sujetarlo

Para un músico acostumbrado a uno de los sistemas, una concertina construida acorde a otro sistema puede resultarle bastante desconocida.
A continuación se listan los sistemas de concertina más habituales.

### Concertina tipo anglo
La concertina tipo anglo (proviene del latín) tiene los botones en filas curvadas siguiendo las yemas de los dedos. Es del tipo bisonoro: según se apriete o estire el fuelle, se pueden producir dos sonidos distintos de un mismo botón, tal como sería el funcionamiento de una armónica.

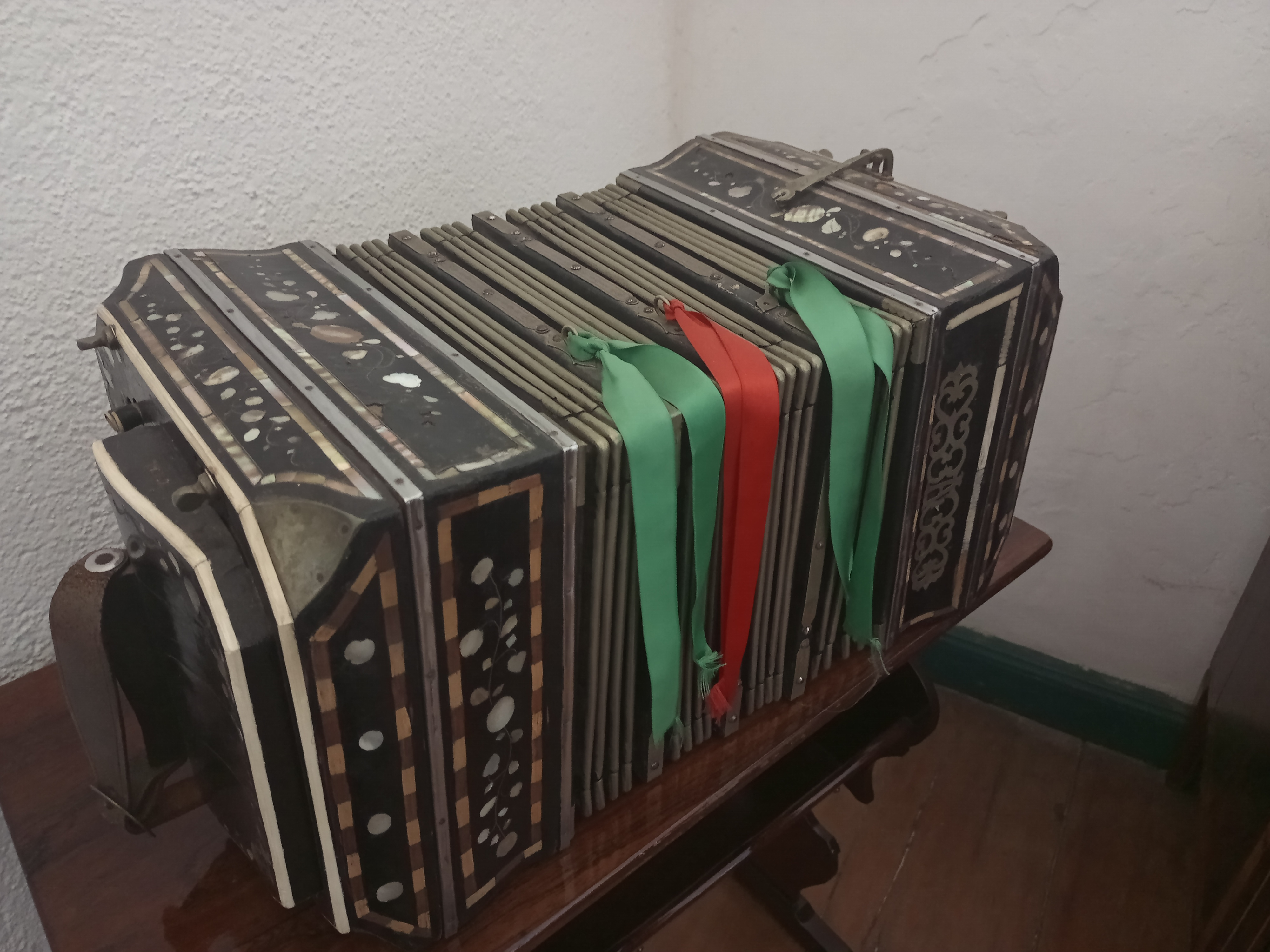

El sistema anglo consiste en dos filas de diez botones, cada una de las cuales produce una escala mayor diatónica. Normalmente este tipo de concertina se sujeta metiendo las manos por una correa de cuero, con los pulgares fuera de la correa y las palmas apoyadas sobre barras de madera. De este modo se quedan cuatro dedos de cada mano libres para pulsar las teclas y los pulgares libres para accionar una válvula de aire en el caso de querer contraer o estirar el fuelle sin hacer sonar ninguna nota.
La concertina del tipo anglo se suele asociar con la música irlandesa. Concretamente las que se encuentran afinadas en G (Sol) o C (Do) suelen ser usadas en sesiones de música tradicional irlandesa, así como en otros contextos musicales como el tradicional baile de morris inglés.
A menudo George Jones es acreditado como el inventor de este tipo de concertina. Lutiers británicos activos a finales del siglo XIX y principios del siglo XX incluyen a C. Jeffries y Louis Lachenal.
La concertina inglesa es un instrumento totalmente cromático que tiene los botones distribuidos en un arreglo rectangular de cuatro filas, con el lado corto del rectángulo dirigido a la muñeca. La invención del instrumento es atribuida a Sir Carlos Wheatstone, teniendo la patente temprana de un instrumento parecido (No 5803 de Gran Bretaña) concedida el 19 de diciembre de 1829. Es un instrumento unisonoro, por tanto cada botón produce la misma nota independientemente de si se está estirando o comprimiendo el fuelle.
Las dos columnas de botones más interiores constituyen una escala mayor diatónica en Do, distribuida entre los dos lados del instrumento (por ejemplo, en una gama concreta, C-E-G-B-d [Do-Mi-Sol-Si-Re] estarían en un lado y D-F-A-c-e [Re-Fa-La-Do-Mi] en el otro). Las demás columnas se componen de los sostenidos y bemoles necesarios para completar la escala cromática. Esta distribución de notas entre ambos lados facilita la velocidad de ejecución (por ejemplo, la obra El vuelo del moscardón de Nikolai Rimski-Kórsakov fue transcrita para concertina inglesa a principios de la historia del instrumento), siendo más difícil para el músico aprender los acordes que las escalas.
Este tipo de concertina se sostiene insertando los pulgares en correas y colocando los meñiques en soportes metálicos, dejando libres tres dedos para la notación, o bien colocando en dichos soportes metálicos los dedos meñiques y anulares, dejando solo dos dedos para la notación.
El compositor venezolano Ricardo Teruel escribió entre 2000 y 2005, 15 piezas para este instrumento, del cual es un consumado ejecutante. Igualmente compuso dos conciertos para concertina inglesa y orquesta, estrenados con él mismo como solista con la Orquesta Filarmónica Nacional de Caracas en 2010 bajo la dirección de Germán Cáceres.

### Concertinas de dúo
Los instrumentos construidos según varios sistemas de dúo son menos comunes que la tipo anglo y la inglesa. Las características que todos los sistemas de acordeón de dúo tienen en común son:
1. Los sistemas de dúo destacan por las disposiciones de botón que proporcionan los tonos bajos en la mano izquierda y los apuntes más altos (triples) en la derecha, con alguna superposición (como un órgano de dos manuales).
2. Son unisonoros (misma nota al pulsar, independientemente de si se estira o comprime el fuelle)
3. Son totalmente cromáticos.

Los sistemas de dúo para concertina más conocidos son el sistema McCann, el sistema Crane (o Triumph) y el sistema Hayden.

### Concertina Chemnitzer y otras concertinas alemanas
Hay varios sistemas alemanes para concertina que comparten rasgos de construcción comunes y la disposición principal de botones. 
En los Estados Unidos, en particular en el Medio Oeste, se asocia el término "concertina" a la concertina Chemnitzer, del tipo bisonoro y estrechamente relacionada con el bandoneón, pero con diferencias en cuanto a teclado y al estilo decorativo, con algunas innovaciones mecánicas llevadas a cabo por el lutier e inventor germano-americano Otto Schlicht.

#### Bandoneón
Mención aparte para el bandoneón, un sistema bisonoro alemán para concertina inventado por Heinrich Band.